# ТЕС Казенга
8°48′52.7″ пд. ш. 13°18′29.4″ сх. д. / 8.814639° пд. ш. 13.308167° сх. д.
ТЕС Казенга (Cazenga) — теплова електростанція в Анголі, розташована в столиці цієї країни Луанді.
Станція складається з ряду газових турбін, що працюють у відкритому циклі. Першу з них виробництва Brown Boveri and Cie типу GT9C з потужністю 24,4 МВт ввели в експлуатацію у 1979 році. Протягом наступних десятиліть її підсилювали у 1985-му (одна турбіна Brown Boveri and Cie типу GT9D потужністю 28,8 МВт), 1991-му (одна ABB типу GT8B з показником 40 МВт), 2002-му (дві по 22,4 МВт виробництва General Electric типу Frame 5) та 2011-му (дві по 22 МВт так само General Electric). Крім того, у 2006-му три перші агрегати пройшли ремонт, під час якого турбіна № 2 була підсилена до 30 МВт (а в 2011-му її характеристики підняли до 32 МВт).
Станція розрахована на використання нафтопродуктів.